# Баксанский
Бакса́нский — хутор в Майском районе республики Кабардино-Балкария. Входит в состав муниципального образования «Сельское поселение Ново-Ивановское».

## География
Хутор расположен в западной части Майского района, на правом берегу реки Баксан. Находится в 3 км к северу от сельского центра — села Ново-Ивановское, в 16 км к северо-западу от районного центра — Майский и в 34 км к северо-востоку от города Нальчик.
Граничит с землями населённых пунктов: Ново-Ивановское на юге, Ново-Курский на западе и Ново-Полтавское на северо-востоке.
Населённый пункт расположен на наклонной Кабардинской равнине, в равнинной зоне республики. Средние высоты на территории хутора составляют 230 метров над уровнем моря. Рельеф местности представляют собой в основном волнистую предгорную равнину. У поймы реки Баксан имеются резкие понижения заросшие густым смешанным лесом.
Гидрографическая сеть представлена рекой Баксан и родниковыми источниками.
Климат умеренный. Лето жаркое и засушливое. Абсолютный максимум достигает +40°С. Зима мягкая. Длится около трех месяцев. Морозы непродолжительные, минимальные температуры редко отпускаются ниже −15°С. Среднегодовое количество осадков составляет около 620 мм. Основное количество осадков выпадает в период с апреля по июнь.

## История
По архивным данным первые жители здесь появились в 1884 году, основав хутор Баксанский (по названию реки Баксан недалеко от которого был и основан хутор).
В 1895 году посёлок административно подчинён селу Ново-Ивановское.

## Население
| 2002 | 2010 | 2021 |
| ---- | ---- | ---- |
| 53   | ↘37  | ↘27  |

Национальный состав
По данным Всероссийской переписи населения 2010 года:
| Народ     | Численность, чел. | Доля от всего населения, % |
| --------- | ----------------- | -------------------------- |
| русские   | 32                | 86,5 %                     |
| украинцы  | 4                 | 10,8 %                     |
| молдаване | 1                 | 2,7 %                      |
| всего     | 37                | 100 %                      |

Поло-возрастной состав
По данным Всероссийской переписи населения 2010 года:
| Возраст     | Мужчины, чел. | Женщины, чел. | Общая численность, чел. | Доля от всего населения, % |
| ----------- | ------------- | ------------- | ----------------------- | -------------------------- |
| 0 — 14 лет  | 4             | 2             | 6                       | 16,2 %                     |
| 15 — 59 лет | 15            | 9             | 24                      | 64,9 %                     |
| от 60 лет   | 3             | 4             | 7                       | 18,9 %                     |
| Всего       | 22            | 15            | 37                      | 100,0 %                    |

Мужчины — 22 чел. (59,5 %). Женщины — 15 чел. (40,5 %).
Средний возраст населения — 38,6 лет. Медианный возраст населения — 38,0 лет.
Средний возраст мужчин — 33,1 лет. Медианный возраст мужчин — 29,0 лет.
Средний возраст женщин — 46,5 лет. Медианный возраст женщин — 45,0 лет.

## Инфраструктура
Основные объекты социальной инфраструктуры расположены в сельском центре — Ново-Ивановское.

## Улицы
| 1 мая |
| 9 мая |

| Астраханская |
| Весеняя      |

| Свободы |
| Южная   |

## Примечание
1. 1 2  Итоги Всероссийской переписи населения 2020 года (по состоянию на 1 октября 2021 года)
2. ↑  Численность населения Кабардино-Балкарской Республики по сельским населённым пунктам по итогам ВПН-2002
3. ↑  Численность населения КБР в разрезе населённых пунктов по итогам Всероссийской переписи населения 2010 года
4. ↑  База микроданных Всероссийских переписей населения 2010 года. Дата обращения: 16 ноября 2015. Архивировано из оригинала 9 июня 2014 года.
5. ↑  База микроданных Всероссийской переписи населения 2010 года. Дата обращения: 16 ноября 2015. Архивировано из оригинала 9 июня 2014 года.
6. ↑  Численность населения КБР по итогам Всероссийской переписи населения 2010 года. Дата обращения: 25 августа 2016. Архивировано из оригинала 24 июня 2016 года.